# Augusto Batalla
Augusto Martín Batalla Barga (ur. 30 kwietnia 1996 w Hurlingham) – argentyński piłkarz pochodzenia włoskiego występujący na pozycji bramkarza, od 2024 roku zawodnik hiszpańskiego Rayo Vallecano.